# Altengrabow

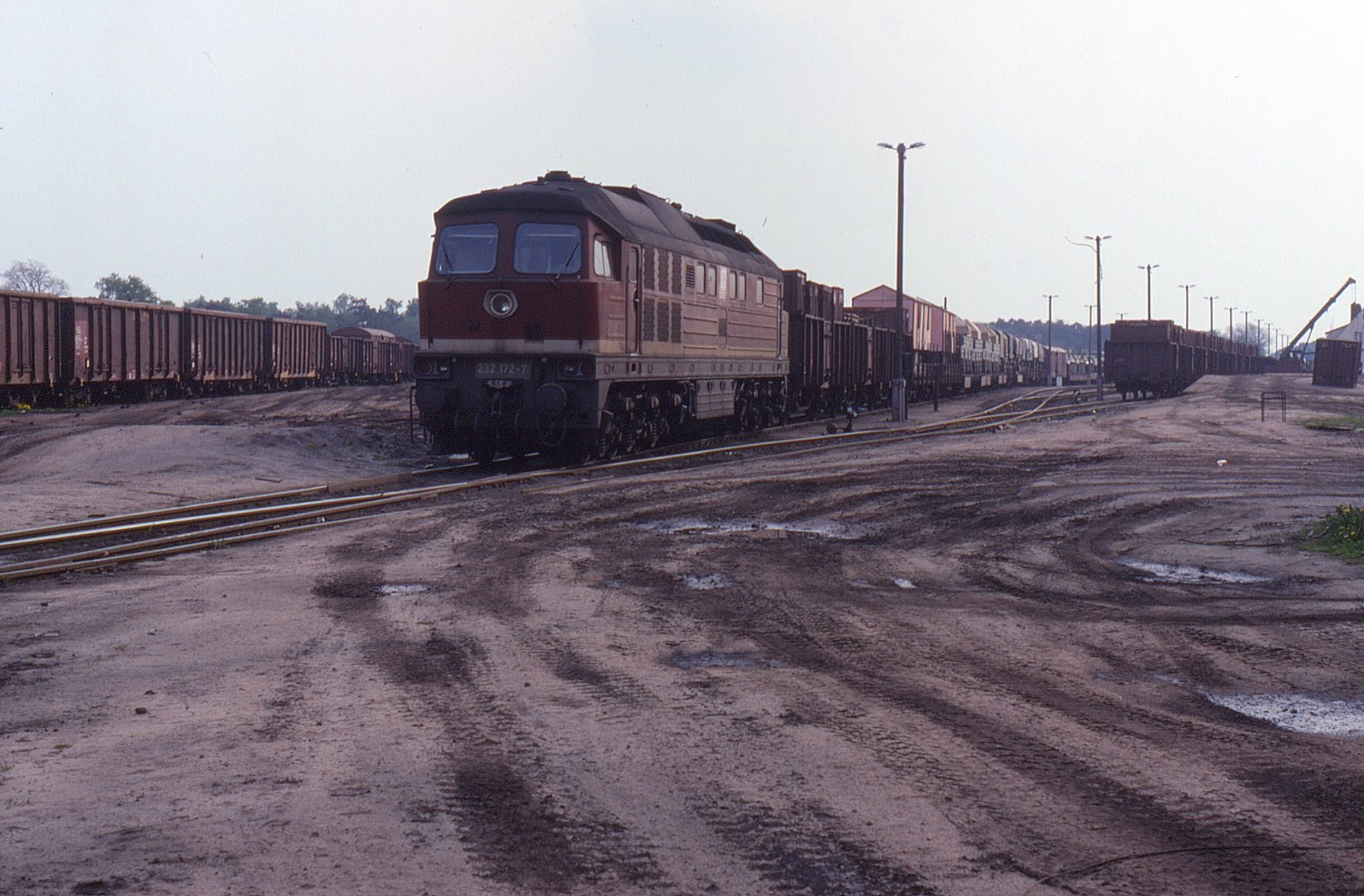
Der Bahnhof von Altengrabow (1994)

Altengrabow ist eine Siedlung des Ortsteiles Dörnitz von Möckern im Landkreis Jerichower Land in Sachsen-Anhalt.

## Geographie
Die kleine Streusiedlung liegt gut einen Kilometer westlich von Dörnitz in einer offenen Agrarlandschaft. Bis zur Stadt Möckern im Westen ist es auf kürzestem Weg gut 20 Kilometer weit. In der näheren Umgebung liegt das Dorf Drewitz nur einen guten Kilometer nordwestlich und im Süden grenzt die Ortslage unmittelbar an das Truppenlager des gleichnamigen Truppenübungsplatzes. Das Gelände erreicht hier Höhen von um die 100 Meter.

## Geschichte
Am 10. Juli 1408 fand hier zwischen Kuno von Wulffen auf Grabow bei Burg und seinem früheren Freund Johann von Quitzow auf Plaue an der Havel eine erbitterte Auseinandersetzung statt. Unweit der Mühle Graubau im waldreichen Tal des Flüsschens Gloine, später auch als Feldmark und Mühlengut Grabau bezeichnet, verlor im Kampf mit der Lanze zu Pferde Johann von Quitzow sein linkes Auge und Kuno von Wulffen fand hier den Tod.
Die genannte Mühle wurde später unter verschiedenen Namen verzeichnet: Göritz-, Klinge-, Klingners- bzw. Hintere Mühle am Gloiner Bache. Sie gehörte zur damaligen Wüstung Grabow, ging später aber an das Dorf Gloine und wurde 1780 als Mahl- und Schneidemühle geführt.
1891 fand hier und in der Umgebung die Herbstübung des Berliner Gardekorps statt. Zu dieser Zeit suchte die oberste Militärbehörde ein Schießplatzgelände. Nachdem eine Abordnung dieser Behörde die Gegend begutachtet hatte, begann im Juli 1893 die erste Übung mit scharfer Munition auf dem heutigen Gelände des Truppenübungsplatzes. Nach diesem Startschuss und der abschließenden Entscheidung für die Anlage und den Aufbau des Schießplatzgeländes vom 23. März 1894 wurde noch im August desselben Jahres das Mühlengut Altengrabow vom Militär aufgekauft.

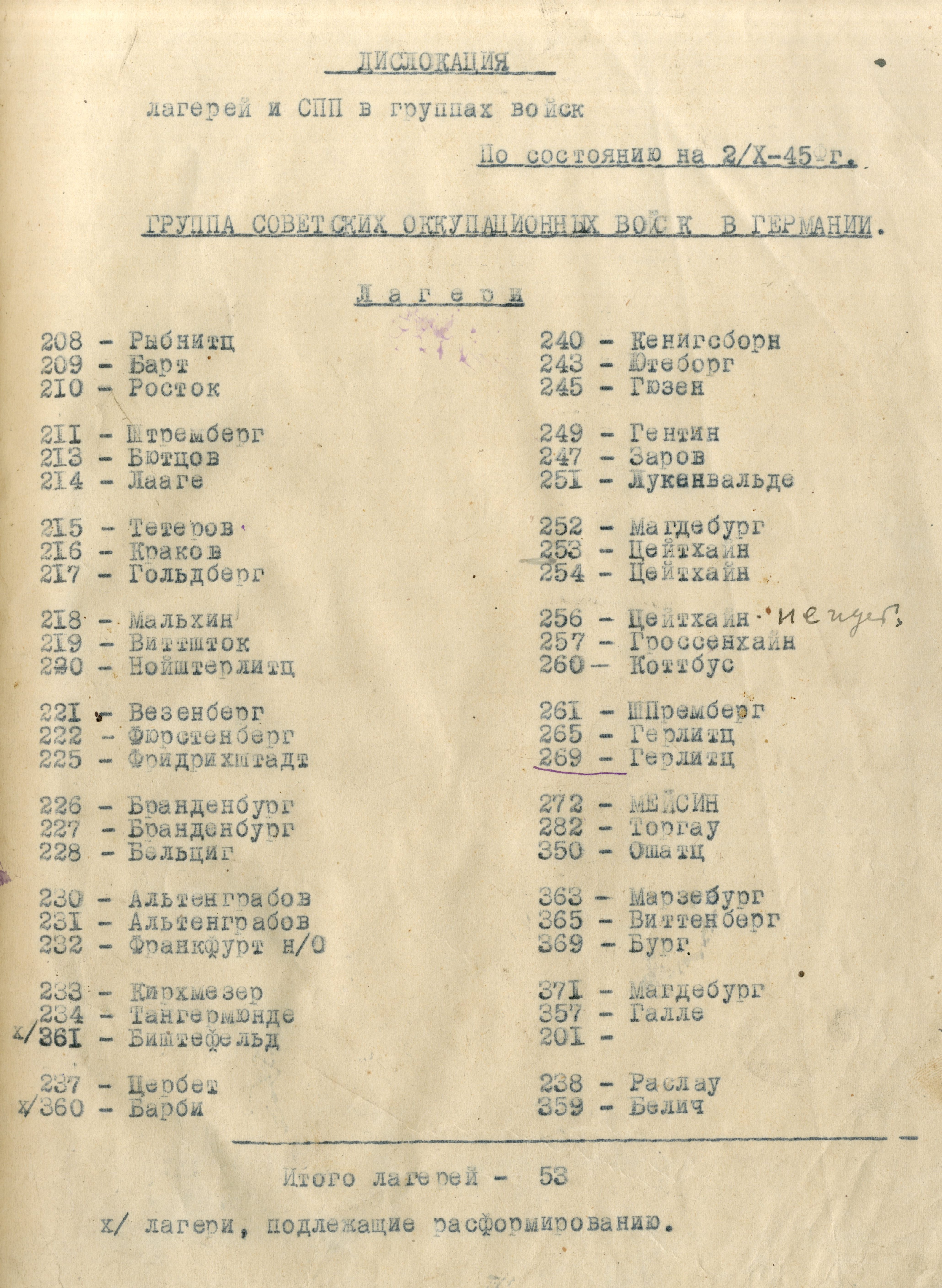
Liste der Repatriierungslager für Bürger der UdSSR in der sowjetischen Besatzungszone Deutschlands, 2. Oktober 1945, Altengrabow unter Nr. 230 und 231

1945 richtete das Volkskommissariat für innere Angelegenheiten (NKWD) der Sowjetunion in Altengrabow die beiden Filtrationslager Nr. 230 und Nr. 231 ein, in denen befreite Kriegsgefangene des Zweiten Weltkrieges und „Ostarbeiter“ bei der Repatriierung überprüft wurden, um „Vaterlandsverräter, Spione und Deserteure“ zu ermitteln.
Bis 1950 noch zum Landkreis Jerichow I und anschließend zum Landkreis Burg gehörig, wurde der Ort schon vor 1950 ein Ortsteil von Dörnitz. Mit der Eingemeindung von Dörnitz am 1. Januar 2009 wurde auch Altengrabow ein Teil der Einheitsgemeinde Möckern.

## Verkehr
In Altengrabow endet die von Biederitz kommende Bahnstrecke, auf der nur noch selten Verkehr stattfindet. Die Bundeswehr bezuschusst derzeit noch den Abschnitt Loburg–Altengrabow als Anschluss für den Truppenübungsplatz.